# Katedra Świętego Jana Chrzciciela w Trnawie

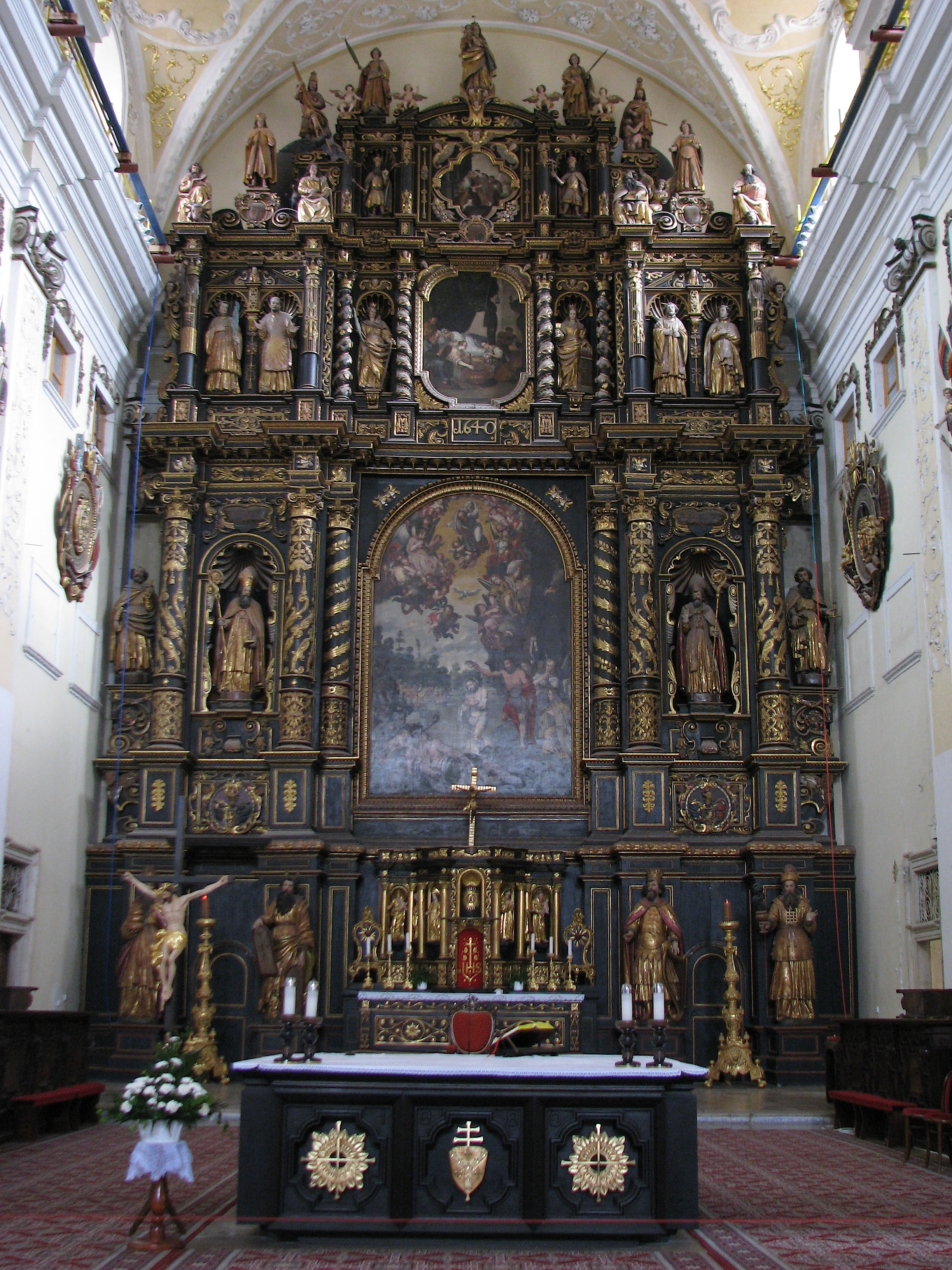
Ołtarz główny

Katedra Świętego Jana Chrzciciela (słow. Katedrála svätého Jána Krstiteľa) – główna świątynia rzymskokatolickiej archidiecezji trnawskiej na Słowacji pod wezwaniem św. Jana Chrzciciela (Trnawa, ul. Hollého).

## Historia
Katedra została wzniesiona w latach 1629–1637 na miejscu średniowiecznego kościoła i klasztoru dominikanów, według projektu włoskiego architekta Antonio Canevala (?). Pracami budowlanymi kierował inny Włoch, Pietro Spazzo. Budowa katedry została sfinansowana przez palatyna Mikołaja Esterházyego i arcybiskupa Petera Pázmánya, który w 1635 roku ufundował w Trnawie uniwersytet. Nowo wybudowany kościół stał się nieodłączną częścią uczelni, kierowanej przez jezuitów. Dlatego jeszcze dziś często nazywany jest jezuickim lub uniwersyteckim i to mimo tego, że został podniesiony do godności katedry i jest najważniejszą świątynią archidiecezji trnawskiej.

## Architektura
Kościół, orientowany na zachód, jednonawowy, ma długość 61 m i szerokość 28 m. Posiada cztery pary kaplic po bokach oraz trzyczęściowe prezbiterium, zamknięte ścianą prostą. Posiada trójkondygnacyjną, monumentalną elewację frontową, zakończoną trójkątnym szczytem ze spływami wolutowymi, podtrzymywanym przez dwie kwadratowe wieże, posiadające barokowe hełmy z latarniami. Portal główny podtrzymywany jest przez dwie pary kolumn wspierających przerwany, segmentowy przyczółek, z rzeźbami aniołów w pozycji siedzącej i kamiennym herbem rodu Esterházych. Wewnątrz prezbiterium i nawy znajdują się sklepienia kolebkowe z lunetami, a kaplice, oddzielone od nawy półkolistymi arkadami, są nakryte sklepieniami krzyżowymi. Ściany są podzielone pilastrami.

## Wnętrze
Prace przy wystroju wnętrza trwały do 1700 r. i brali w nich udział twórcy wiedeńscy, włoscy i miejscowi. Wykonana została wtedy bogata dekoracja stiukowa sklepienia, którą stworzyli włoscy twórcy Giovanni Battista Rosso i Giacomo Tornini, a także malowidła na sklepieniu ze scenami z życia św. Jana Chrzciciela, które zostały wykonane przez Włocha Pietro Antonio Contiego i wiedeńskiego malarza E. J. Grubera. Ozdobą świątyni jest jednak monumentalny ołtarz główny, wykonany z drewna w latach 1637–1640, w budowie którego oprócz rzeźbiarzy wiedeńskich Baltazara Knillinga i W. Knotha uczestniczyli również Veit Stadler z Trnawy oraz mistrz Ferdynand z Cífera. Ołtarz ma wysokość 20,3 m i szerokość 14,8 m. Jest jednym z największych drewnianych ołtarzy w Europie. W ołtarzu umieszczony jest obraz ukazujący Chrzest Pański.
Od 1977 r. świątynia uniwersytecka jest katedrą metropolity archidiecezji bratysławsko-trnawskiej (od 2008 r. archidiecezji trnawskiej). 
W 2003 r. świątynię odwiedził papież Jan Paweł II.
W krypcie katedry został 18 października 2006 r. pochowany jezuita, biskup Pavol Hnilica (1921-2006), współpracownik papieży Pawła VI i Jana Pawła II, watykański ekspert ds. komunizmu. 16 kwietnia 2008 r. został tu pochowany kolejny "tajny" biskup z okresu prześladowania Kościoła w Czechosłowacji, jezuita Peter Dubovský (1921-2008).